# The Garden (Take That)
The Garden è un singolo del gruppo musicale britannico Take That, terzo estratto dall'album The Circus, uscito il 20 marzo 2009 in tutta Europa.

## Interpretazioni dal vivo
I Take That hanno interpretato The Garden varie volte, tra cui durante il loro Circus Tour.

## Tracce
Singolo CD
1. The Garden – 3:20
2. 84 – 3:19

## Classifiche
| Classifica (2009) | Posizione massima |
| ----------------- | ----------------- |
| Austria           | 48                |
| Danimarca         | 8                 |
| Germania          | 20                |
| Paesi Bassi       | 73                |
| Regno Unito       | 97                |
| Svizzera          | 36                |